# ممثلية الاتحاد الأوروبي في الضفة الغربية وقطاع غزة
مكتب تمثيل الاتحاد الأوروبي في الضفة الغربية وقطاع غزة أو يُسمى أيضًا مكتب المساعدة التقنية للمفوضية الأوروبية هو الجهة الدبلوماسية العُليا للاتحاد الأوروبي لدى دولة فلسطين. تأسس عام 1994.

## قائمة الممثلون
| الترتيب | رئيس البعثة الدبلوماسية            | تاريخ الاعتماد الدبلوماسي | تاريخ الانتهاء | رئيس المفوضية الأوروبية | رئيس دولة فلسطين | ملاحظات |
| ------- | ---------------------------------- | ------------------------- | -------------- | ----------------------- | ---------------- | --- |
|         | جان بريتشيه                        |                           |                |                         |                  | |
|         | جون كير                            | غ/م                       | أكتوبر 2008    |                         | محمود عباس       | |
|         | كريستيان برجر                      | 2008                      | 2011           |                         | محمود عباس       | [ 3 ] |
|         | جون غات-راتر                       | 2012                      | أغسطس 2015     |                         | محمود عباس       | |
|         | رالف طراف                          | 4 أكتوبر 2015             | يوليو 2019     |                         | محمود عباس       | أعاد تسليم أوراق اعتماده إلى الرئيس محمود عباس في 10 أكتوبر 2015. كما مُنح نجمة القدس من وسام القدس في 30 يوليو 2019 لانتهاء مهامه. |
|         | سفن كون فون بورغسدورف (Q110356272) | 17 فبراير 2020            | يوليو 2023     |                         | محمود عباس       | مُنح نجمة القدس من وسام القدس في 18 يوليو 2023 لانتهاء مهامه.                                                                       |
|         | ألكسندر شتوتسمان (Q122368161)      | 7 سبتمبر 2023             | لا يزال        |                         | محمود عباس       | أعاد تسليمها إلى الرئيس عباس في 24 فبراير 2024.                                                                                    |

## وصلات خارجية
- الموقع الرسمي